# Saint-Genis-les-Ollières
Saint-Genis-les-Ollières é uma comuna francesa na região administrativa de Auvérnia-Ródano-Alpes, no departamento de Ródano. Estende-se por uma área de 3,74 km². Em 2010 a comuna tinha 5 126 habitantes (densidade: 1 370,6 hab./km²).